# Сарр, Пап Матар
Пап Матар Сарр (фр. Pape Matar Sarr; родился 14 сентября 2002) — сенегальский футболист, полузащитник английского клуба «Тоттенхэм Хотспур» и национальной сборной Сенегала.

## Клубная карьера
Выступал за сенегальский клуб «Женерасьон Фут». В сентября 2020 года подписал пятилетний контракт с французским клубом «Мец». В основном составе дебютировал 29 ноября 2020 года в матче французской Лиги 1 против «Бреста». 31 января 2021 года забил свой первый гол за «Мец» в ответном матче французской Лиги 1 против «Бреста».
27 августа 2021 года был оформлен его трансфер в английский клуб «Тоттенхэм Хотспур». Согласно условиям соглашения, сезон 2021/22 Пап Матар провёл на правах аренды в «Меце».

## Карьера в сборной
В 2019 году в составе сборной Сенегала до 17 лет сыграл на юношеском чемпионате мира в Бразилии, забив на турнире 3 мяча в 3 матчах.
26 марта 2021 года дебютировал за национальную сборную Сенегала в матче отборочного турнира к Кубку африканских наций против сборной Республики Конго.
Дебютный гол за сборную Сарр забил 18 ноября 2023 года в матче квалификации к чемпионату мира 2026 года против сборной Южного Судана (4:0).

## Достижения
«Тоттенхэм Хотспур»
- Победитель Лиги Европы УЕФА: 2024/25

Сборная Сенегала
- Обладатель Кубка африканских наций: 2021